# Vasile Pogor
Vasile Pogor (Iași, 1833-Iași, 1906) fue un escritor, traductor y político rumano.

## Biografía
Nacido el 20 de agosto de 1833 en Iași, estudió en París, mostrando especial preferencia por la literatura. Colaborador de la revista Convorbiri literare desde su fundación, publicó allí numerosas traducciones de poetas latinos, franceses y alemanes. Fue varias veces diputado, senador, vicepresidente de la Cámara y luego alcalde de la ciudad de Iași. En 1870, nombrado ministro de Cultos en el gabinete de Manolache Costache Epureanu, sin embargo el 20 de abril dimitió sin asumir el cargo. Falleció en 1906, el día 20 de marzo, en Bucium.